# Felicity
Felicity é uma série de televisão dramática norte-americana criada por J.J. Abrams e Matt Reeves, produzida pela Touchstone Television e pela Imagine Entertainment para a The WB. O seriado narra as experiências da estudante Felicity Porter (interpretada por Keri Russell), de seus amigos e interesses amorosos, dentro da fictícia Universidade de Nova York, baseada na real New York University. Teve como diretores mais notáveis os vencedores do Óscar, Brian Grazer e Ron Howard.
Os episódios normalmente iniciavam com Felicity sentada em seu dormitório com um gravador, lembrando de eventos para fazer uma fita cassete para enviar para sua amiga Sally Reardon (interpretada por Janeane Garofalo). Isso ocasionalmente fornecia um método para Felicity narrar um episódio inteiro. No final de episódios como este, muitas vezes, Felicity aparece ouvindo a "fita resposta" enviada por Sally.
Em 1999, Felicity foi vencedora dos prêmios Globo de Ouro, NAACP Image e Emmy. Ao longo de suas 4 temporadas, a série também conquistou nomeações nas premiações American Society of Cinematographers, GLAAD Media, Satellite e People's Choice. Também rendeu 3 livros e 2 álbuns de trilha sonora, o primeiro deles, apresentou Amy Jo Johnson ao mercado fonográfico. Os episódios renderam 4 DVDs Box Sets que foram lançados para Home video. No Brasil, a série estreou em versão dublada nas manhã de domingo no SBT e com legendas nos canais pagos AXN e Sony Entertainment Television.
Considerada uma série ícone do público juvenil no final dos anos 90, Felicity tornou-se também uma referência na cultura popular norte-americana após a personagem de Keri Russell cortar radicalmente os cabelos. Isso fez com diversos programas de TV, como 30 Rock, One Tree Hill, Gilmore Girls, Buffy, a Caça-Vampiros e Sabrina, a Aprendiz de Feiticeira, passassem a citar Felicity em seus episódios. A série foi positivamente aclamada pela crítica e sua primeira temporada tornou-se uma das maiores audiências da The WB.

## Enredo
Na formatura do colegial, Felicity Porter pede a Ben Covington, com quem pouco falava, para deixar uma mensagem em seu anuário. As palavras escritas por ele, que mencionavam o desejo de ter conhecido ela antes, fazem Felicity mudar seus planos radicalmente, deixando de ir para a Universidade de Stanford e decidindo ir para Universidade de Nova York, onde Ben iria estudar. Essa decisão irrita seus pais conservadores, que não concordam com a ideia de ver sua filha morando sozinha em uma cidade grande. Felicity deixa sua casa em Palo Alto, rumo a Nova York, com a esperança de um futuro onde Ben estivesse incluído. Mas ao chegar lá, ela depara-se com sua primeira grande decepção ao descobrir que as palavras de Ben no anuário podem ter sido apenas mal interpretadas. Desolada logo no primeiro dia de aula, Felicity conhece uma estudante de música, Julie Emrick, que vira seu primeiro ombro amigo em meio a medos e incertezas sobre o que fazer com sua vida a partir dali. Ela também se aproxima de Noel Crane, o supervisor do andar de seu dormitório.
Felicity descobre que precisará dividir o quarto com uma estranha garota gótica chamada Meghan, enquanto Ben terá seu lugar no apartamento de um jovem inventor chamado Sean. Surgem outras figuras na vida de Felicity como Elena, uma jovem esforçada e de forte personalidade e Javier, o bondoso gerente do Dean & DeLuca, mercearia onde Felicity e Ben ainda terão a chance de trabalhar juntos.

## Temporadas
A série Felicity é dividida em quatro temporadas, onde cada uma corresponde a um ano letivo na Universidade de Nova York.

### 1ª temporada - Freshman Year
Muitas garotas vão para a faculdade, mas nem todas pelo mesmo motivo. No caso de Felicity Porter, sua decisão de se inscrever no curso de medicina na Universidade de Nova York, foi motivada por uma paixão do colégio. Encantada pelo seu colega Ben Covington, Felicity escolhe a mesma Universidade que ele, mas quando chega lá, descobre que ele não está interessado nela. Mesmo assim, Felicity decide ficar e seguir em frente. Ela conhece uma estudante de música, Julie Emrick, que está em Nova York em busca de sua mãe biológica e vira sua melhor amiga. Felicity encontra também uma boa companhia em Noel Crane, o conselheiro do andar de seu dormitório, que se mostra emocionalmente atraído por ela.
Felicity divide seu quarto com Meghan, uma garota estranha e gótica , que esconde algo muito sinistro dentro de uma caixa. Ben divide o apartamento com Sean, um inventor com ideias malucas. Em meio a conflitos pessoais, paixões e incertezas, Felicity ainda consegue fazer o seu dever de casa e manter um emprego em um café chamado Dean & DeLuca, onde seu patrão gay Javier está mais do que disposto a oferecer um ombro para chorar.

### 2ª temporada - Sophomore Year
A segunda temporada de Felicity é celebrada como o "ano do corte de cabelo”, onde Keri Russell, a Feliciy Porter, virou a favorita dos tabloides por meio do simples ato do corte suas familiares tranças longas. No final da temporada anterior, Felicity fez sua escolha e embarcou na sua grande viagem de férias com seu namorado Ben Covington. Durante o seu segundo ano na Universidade de Nova York, Felicity passa por mudanças em sua vida pessoal. A medicina deixou de ser uma de suas certezas para o futuro e nem tudo são flores em seu relacionamento com Ben, já que existe a suspeita de uma possível traição. Até mesmo o relacionamento estável de seus pais parece estar naufragando.
O ex-namorado de Felicity, Noel Crane, começa a namorar uma nova estudante chamada Ruby (Amy Smart), porém ele descobre que Ruby está grávida de outro homem. A ex-melhor amiga de Felicity e ex-namorada de Ben, Julie Emrick passa a morar com Ben e Sean, que tem uma queda por ela. Ela é procurada por um produtor musical, que não parece estar interessado somente em suas músicas. Elena Tyler agora divide amigavelmente um apartamento com Noel. Ela apaixona-se por um novo estudante das aulas de Química, Tracy (Donald Faison), que se recusa a ter relações sexuais até o casamento. No épico episódio "Help for the Lovelorn", é apresentada, em preto e branco, uma paródia a Twilight Zone, onde os personagens encontram-se presos na misteriosa caixa da companheira de quarto de Felicity, Meghan Rotundi.

### 3ª temporada - Junior Year
Felicity Porter começa o seu terceiro ano na Universidade de Nova York. Depois de terem passado as férias separados, ela e seu namorado Ben Covington decidem finalmente morar juntos. Surpreendendo a todos, Noel Crane retorna com visual diferente e casado com a sobrinha de Javier. Tendo decidido a abandonar a Universidade para que ele possa dedicar todo seu tempo ao sua esposa, Noel é julgado pelos seus amigos e percebe que se casar com Natalie (Ali Landry) foi um grande erro e uma decisão precipitada. Enquanto Noel procura anular seu casamento, Julie Emrick (Amy Jo Johnson) deixa a Universidade depois de revelar o que realmente aconteceu no verão com a morte de seu pai biológico.
A colega de Felicity, Elena, impaciente pelo fato de seu namorado Tracy se recusar a ter relações sexuais até o casamento, está tentada a trair o rapaz quando recebe um convite de um novo garoto da Universidade. Molly (Sarah Jane Potts), aparece na história como uma estudante de intercâmbio de Inglês que guarda perigosos segredos. Além disso, Javier se inscreve na faculdade como calouro, e Sean está cada vez mais próximo de Meghan. Apesar de estar feliz ao lado de Felicity, Ben passa a lutar com seus conflitos internos, quando seu pai alcoólatra, Andrew (John Ritter) está correndo grandes riscos.

### 4ª temporada - Senior Year
A quarta e última temporada de Felicity também representa quarto e último ano da heroína na Universidade de Nova York. Após um platônico e despreocupado verão com Noel, Felicity começa a pensar nas dificuldades da vida real que ela terá que enfrentar ao terminar a faculdade. A pressão de Felicity por não ter planejado seu futuro é ampliada quando ela recebe a visita nada social de seu pai, que teme que sua filha não esteja levando sua vida a sério. Enquanto isso, Ben (Scott Speedman) está de volta à cidade após reencontrar um rumo em sua vida - ele está determinado a fazer medicina. Elena e Javier acabam brigando sobre os preparativos do casamento dela, enquanto Tracy (Donald Faison), o noivo, torna-se a nova fantasia de Meghan (Amanda Foreman), deixando Sean com ciúmes.
No final da temporada, depois de conflitos, dramas e receios, é dada a Felicity uma oportunidade de refazer parte de seu passado, através de um “feitiço” lançado por Meghan - estabelecendo assim o cenário para as surpresas que levam Felicity a ter sua esperada conclusão final.

## Elenco e personagens
Os personagens são listados na ordem creditada e pela aparição no programa.
| Ator           | Personagem               | Temporadas | Temporadas | Temporadas | Temporadas |
| Ator           | Personagem               | 1          | 2          | 3          | 4          |
| -------------- | ------------------------ | ---------- | ---------- | ---------- | ---------- |
| Keri Russell   | Felicity Porter          | Principal  | Principal  | Principal  | Principal  |
| Scott Speedman | Ben Covington            | Principal  | Principal  | Principal  | Principal  |
| Amy Jo Johnson | Julie Emrick             | Principal  | Principal  | Principal  | Convidada  |
| Tangi Miller   | Elena Tyler              | Principal  | Principal  | Principal  | Principal  |
| Scott Foley    | Noel Crane               | Principal  | Principal  | Principal  | Principal  |
| Greg Grunberg  | Sean Blumberg            | Recorrente | Principal  | Principal  | Principal  |
| Amanda Foreman | Meghan Rotundi           | Recorrente | Principal  | Principal  | Principal  |
| Ian Gomez      | Javier Clemente Quintata | Recorrente | Recorrente | Recorrente | Principal  |

Felicity contou com um conjunto regular de atores que em sua maioria mantiveram seus personagens ao longo das quatro temporadas. Foram grandes os números de participações especiais, incluindo amigos e interesses amorosos para os personagens do elenco principal e que apareciam para complementar histórias que geralmente giravam em torno do núcleo familiar e estudantil de Felicity.
- Keri Russell como Felicity Porter, Scott Speedman como Ben Covington, Scott Foley como Noel Crane e Tangi Miller como Elena Tyler foram os únicos atores originais do elenco que permaneceram na série durante todas as quatro temporadas. Porém, somente Keri Russell, Scott Speedman e Scott Foley atuaram em todos os 84 episódios da série. Já Tangi Miller participou de um total de 65 episódios.

- Amy Jo Johnson como Julie Emrick, inicialmente uma das personagens principais da série, deixou o elenco no início da terceira temporada por razões pessoais, relativos a perda de sua mãe e projetos ligados a música. No entanto, ela retornou como atriz convidada, reprisando o papel de Julie durante os últimos episódios da temporada final da série. Johnson participou de um total de 50 episódios.

- Greg Grunberg como Sean Blumberg e Amanda Foreman como Meghan Rotundi, foram grandes personagens secundários ao longo da primeira temporada da série, porém, mais tarde, foram promovidos ao elenco principal com os seus personagem ganhando mais storylines. Ambos ficaram na série até o final aparecendo em 61 episódios.

- Ian Gomez como Javier Clemente Quintata, inicialmente um personagem recorrente nas duas primeiras temporadas, foi o último membro a ser adicionado no elenco principal da série durante a quarta e última temporada. Gomez apareceu em um total de 39 episódios.

- Donald Faison como Tracy, fez participações na segunda e terceira temporada e voltou nos últimos episódios da série, somando um total de 23 episódios. Rob Benedict como Richard Coad, teve rápidas aparições em 63 episódios ao longo da série.

Dentre as participações especiais mais marcantes estão Amy Smart como Ruby, Simon Rex como Eli, Jennifer Garner como Hannah Bibb, Jane Kaczmarek como Carol Anderson e John Ritter como o senhor Andrew Covington.

## Recepção da crítica
Em sua 1ª temporada, Felicity teve aclamação por parte da crítica especializada. Com base de 27 avaliações profissionais, alcançou uma pontuação de 87% no Metacritic. Por votos dos usuários do site, atinge uma nota de 9.5, usada para avaliar a recepção do público.
Felicity foi listada pela revista Time como uma das "100 Melhores Séries de TV de Todos os Tempos" e aparece também na lista
dos 50 melhores programas de sempre da revista Empire. A AOL TV listou Felicity como uma das "Melhores Séries Escolares de Todos os Tempos". A Entertainment Weekly listou a personagem Felicity Porter como uma das "100 Maiores Personagens dos últimos 20 anos".

## Controvérsias

### Idade da escritora
Em 1999, uma jovem escritora da série, Riley Weston, aclamada por sua pouca idade, foi descoberta com uma idade falsa. Na época com 32 anos, ela começou a se oferecer aos estúdios de televisão como uma estudante de colegial recém formada, colocando seu marido como seu irmão mais velho. Ela logo foi contratada pela WB Network como uma escritora de Felicity. Saudada como uma criança prodígio, ela foi apresentada em Outubro de 1998 na lista da Entertainment Weekly das "100 pessoas mais criativas do Entretenimento", na qual foi descrita como uma jovem de 19 anos com boas perspectivas de êxitos. Pouco tempo depois, ela foi oferecida por cerca de meio milhão de dólares como roterista para a Disney. Sua verdadeira identidade e idade foram expostos, após um produtor de Felicity verificar seu número de segurança social. Logo depois, seu contrato com a WB expirou e não foi renovado, e seu acordo com a Disney fracassou.

### Mudança do cabelo
Mesmo com a grande popularidade conquistada na primeira temporada, os índices de audiência cairam durante a segunda temporada da série. A imprensa popular culpou, em parte, o novo penteado usado pela protagonista Keri Russell. Conhecida por suas longas madeixas encaracoladas marcantes da personagem, Russell decidiu junto com os produtores que ela cortaria o cabelo bem curto no início do segundo ano após a sua personagem ter um rompimento áspero com o personagem Ben. A queda da audiência coincidiu com a mudança de horário da exibição da série, que passou a ser de domingo à noite. Dessa forma não ficou exatamente claro o quanto a mudança de penteado teve efeito nos números.
Em 2010, o TV Guide listou a mudança no cabelo de Felicity na posição 19 em sua lista dos "25 maiores erros em séries de TV" com vários comentaristas argumentando que o corte do cabelo era a razão pela queda de audiência que a série sofreu em sua segunda temporada.

### Felicity na cultura popular
O incidente do corte de cabelo em Felicity, se tornou uma referência da cultura popular dentro de outros programas de televisão norte-americanos, tanto cômicos quanto dramáticos. No episódio da série 30 Rock, The Bubble, Jenna discute sobre como quer o seu corte de cabelo e diz: "Mas se eu fizer a escolha errada, eu poderia acabar como Keri Russell, de Felicity, na 2 ª temporada". Quando uma menina puxa o cabelo devido a forças sobrenaturais no episódio Where the Wild Things Ar da série Buffy the Vampire Slayer, o personagem Xander observa: "As pessoas estão indo todas com 'Felicity' em seus cabelos". Já na série One Tree Hill, no episódio The Desperate Kingdom Of Love, quando Lucas vai até Keith na praia, seu tio diz: "Bom trabalho, Felicity", se referindo ao seu novo corte de cabelo mais curto. A adolescente Claire da série de drama, Six Feet Under diz a sua mãe que ela quer cortar todo o cabelo como Felicity, e sua mãe diz: "Eu a conheço?", Claire responde sarcasticamente: "Sim, ela veio aqui para jantar uma vez".
Na sitcom Sabrina, the Teenage Witch, no episódio Making the Grade, Sabrina precisa apresentar um trabalho e pergunta: "Porque está todo mundo olhando para mim como se eu fosse a garota que disse para Felicity cortar o cabelo?". No episódio da série Gilmore Girls, Here Comes the Son, a personagem Paris, debatendo sobre ir com o namorado para Princeton ou Harvard, diz: "De repente, eu estou como a Felicity sem as questões de cabelo". No seriado Happy Endings, no episodio The Code War, Max corta o cabelo de Dave enquanto ele está dormindo. Ao ver o novo visual de Dave, Penni diz: "Você parece a Keri Russell depois de destruir a Felicity". No episódio Jewbilee de South Park, o personagem Kyle questiona: "Se eu cortar o cabelo aqui, ficarei como a Felicity?". Em Family Guy, durante o episódio Friends Without Benefits, Chris fala sobre seu antigo corte de cabelo: "Tive um mau momento quando todos me chamavam de Felicity".

## Trilha Sonora
O CD com a primeira trilha sonora de Felicity, Felicity Soundtrack, foi lançada no mercado em 1999 através da gravadora Hollywood Records. O álbum incluiu a canção Puddle Of Grace, escrita e gravada por Amy Jo Johnson. A música é cantada pela personagem de Amy Jo, Julie Emrick, durante os episódios da primeira temporada. Mesclando artistas do cenário indie pop a nomes consagrados como Aretha Franklin, Heather Nova e Sarah McLachlan, o disco alcançou a posição 97 na Billboard 100 de álbuns mais vendidos e chegou a posição 7 de trilhas sonoras daquele mesmo ano. O tema de abertura da série, conhecido como Felicity Theme, recebeu uma versão estendida e foi colocado como a última canção do álbum.
Já em 2002, com a última temporada da série indo ao ar, foi lançada a segunda trilha sonora de Felicity. O CD foi intitulado Senior Year e trouxe artistas como Jude, Ryan Adams, Chantal Kreviazuk e Natalie Merchant. A segunda música de abertura, que passou a ir ao ar na terceira temporada, também foi incluída na soundtrack. Ela recebeu o nome de New Version of You e foi escrita especialmente para a série por JJ Abrams e Andrew Jarecki. Repetindo o sucesso comercial do primeiro, o segundo álbum da série apareceu na posição de número 12 de Top Soundtracks da Billboard em 2002.

## Premiações
Felicity recebeu mais de 30 indicações a prêmios ao longo de seus quatro anos, dentre eles, o Emmy e o Globo de Ouro de Melhor Atriz para Keri Russell.
| Ano  | Premiação              | Categoria | Trabalho                            | Resultado | Ref. |
| ---- | ---------------------- | --- | ----------------------------------- | --------- | ---- |
| 1999 | Artios Awards          | Best Casting for TV, Dramatic Pilot (Melhor Elenco para TV, Piloto de Drama)                                           | Marcia Shulman                      | Venceu    |      |
| 1999 | Eddie Awards           | Best Edited Series for Television (Melhor Série Editada para Televisão)                                                | Stan Salfas e Warren Bowman         | Indicado  |      |
| 1999 | Golden Globe Awards    | Best Actress – Drama Series (Melhor Atriz - Série Drama)                                                               | Keri Russell                        | Venceu    |      |
| 1999 | Golden Globe Awards    | Best Series – Drama (Melhor Série - Drama)                                                                             | Felicity                            | Indicado  |      |
| 1999 | People's Choice Awards | Best TV Drama Series (Melhor Série Dramática para TV)                                                                  | Felicity                            | Venceu    |      |
| 1999 | People's Choice Awards | Best TV Drama Actress (Melhor Atriz em Série para TV)                                                                  | Keri Russell                        | Indicado  |      |
| 1999 | OFTA Television Awards | Best Actress in a Drama Series (Melhor Atriz em Série Dramática)                                                       | Keri Russell                        | Indicado  |      |
| 1999 | OFTA Television Awards | Best Actress in a New Drama Series (Melhor Atriz em uma Nova Série Dramática)                                          | Keri Russell                        | Venceu    |      |
| 1999 | OFTA Television Awards | Best Direction in a Drama Series (Melhor Direção em Série Dramática)                                                   | Felicity                            | Indicado  |      |
| 1999 | OFTA Television Awards | Best Music in a Series (Melhor Música em Seriado)                                                                      | Felicity                            | Indicado  |      |
| 1999 | OFTA Television Awards | Best New Drama Series (Melhor Nova Série Dramática)                                                                    | Felicity                            | Indicado  |      |
| 1999 | OFTA Television Awards | Best New Theme Song in a Series (Melhor Música-tema Nova em Seriado)                                                   | W. G. Snuffy Walden                 | Indicado  |      |
| 1999 | OFTA Television Awards | Best New Titles Sequence in a Series (Melhor Nova Sequência de Títulos em Seriado)                                     | Felicity                            | Indicado  |      |
| 1999 | Primetime Emmy Awards  | Outstanding Cinematography for a Series (Excelência em Cinematografia para Seriado)                                    | Robert Primes                       | Venceu    |      |
| 1999 | Teen Choice Awards     | TV - Choice Actor (TV - Ator Escolhido)                                                                                | Scott Foley                         | Indicado  |      |
| 1999 | Teen Choice Awards     | TV - Choice Actress (TV - Atriz Escolhida)                                                                             | Keri Russell                        | Indicado  |      |
| 1999 | Teen Choice Awards     | TV - Choice Breakout Performance (TV - Performance Revelação) Escolhida                                                | Scott Foley                         | Indicado  |      |
| 1999 | Teen Choice Awards     | TV - Choice Breakout Performance (TV - Performance Revelação) Escolhida                                                | Keri Russell                        | Venceu    |      |
| 1999 | Teen Choice Awards     | TV - Choice Breakout Performance (TV - Performance Revelação) Escolhida                                                | Scott Speedman                      | Indicado  |      |
| 1999 | Teen Choice Awards     | TV - Choice Drama Series (TV - Série Dramática Escolhida)                                                              | Felicity                            | Indicado  |      |
| 1999 | 15th TCA Awards        | Outstanding New Program (Novo Programa Proeminente)                                                                    | Felicity                            | Indicado  |      |
| 2000 | ALMA Awards            | Special Achievement Award (Prêmio de Realização Especial)                                                              | Ian Gomez                           | Venceu    |      |
| 2000 | ASC Awards             | Outstanding Achievement in Cinematography in Regular Series (Realização Notável em Cinematografia em Séries Regulares) | Robert Primes                       | Indicado  |      |
| 2000 | GLAAD Media Awards     | Outstanding TV Drama Series (Série de TV Dramática Proeminente)                                                        | Felicity                            | Indicado  |      |
| 2000 | Primetime Emmy Awards  | Outstanding Music Composition for a Series (Excelência em Composição Musical em Seriado)                               | Danny Pelfrey e W. G. Snuffy Walden | Indicado  |      |
| 2000 | Teen Choice Awards     | TV - Choice Actor (TV - Ator Escolhido)                                                                                | Scott Foley                         | Indicado  |      |
| 2000 | Teen Choice Awards     | TV - Choice Actor (TV - Ator Escolhido)                                                                                | Scott Speedman                      | Indicado  |      |
| 2000 | Teen Choice Awards     | TV - Choice Actress (TV - Atriz Escolhida)                                                                             | Keri Russell                        | Indicado  |      |
| 2000 | Teen Choice Awards     | TV - Choice Sidekick (TV - Ajudante Escolhido)                                                                         | Ian Gomez                           | Indicado  |      |
| 2000 | Teen Choice Awards     | TV - Choice Sidekick (TV - Ajudante Escolhido)                                                                         | Amy Jo Johnson                      | Indicado  |      |
| 2000 | Teen Choice Awards     | TV - Choice Drama Series (TV - Série Dramática Escolhida)                                                              | Felicity                            | Indicado  |      |
| 2001 | GLAAD Media Awards     | Outstanding TV Drama Series (Série de TV Dramática Proeminente)                                                        | Felicity                            | Indicado  |      |
| 2001 | Teen Choice Awards     | TV - Choice Actress (TV - Atriz Escolhida)                                                                             | Keri Russell                        | Indicado  |      |
| 2001 | Teen Choice Awards     | TV - Choice Drama Series (TV - Série Dramática Escolhida)                                                              | Felicity                            | Indicado  |      |
| 2002 | NAACP Image Awards     | Outstanding Actress in a Drama Series (Atriz Proeminente em Série Dramática)                                           | Tangi Miller                        | Indicado  |      |
| 2002 | Teen Choice Awards     | TV - Choice Action/Drama (TV - Ação/Drama Escolhido)                                                                   | Felicity                            | Indicado  |      |
| 2002 | Teen Choice Awards     | TV Drama - Choice Actor (TV Drama - Ator Escolhido)                                                                    | Scott Foley                         | Indicado  |      |
| 2002 | Teen Choice Awards     | TV Drama - Choice Actor (TV Drama - Ator Escolhido)                                                                    | Scott Speedman                      | Indicado  |      |
| 2002 | Teen Choice Awards     | TV Drama - Choice Actress (TV Drama - Atriz Escolhido)                                                                 | Keri Russell                        | Indicado  |      |